# Amadeo Carrizo
Amadeo Raúl Carrizo Larretape (Santa Fé, 12 de junho de 1926 – Buenos Aires, 20 de março de 2020) foi um futebolista argentino que atuou como goleiro. 
Um dos mais célebres goleiros da história, revolucionando a posição: foi pioneiro em jogar afastado do arco, chegando a sair jogando para lançar contra-ataques, funcionando virtualmente como um líbero de sua defesa. "Meu local de trabalho não é apenas a pequena área, mas a grande também", resumiu.
Também não via problemas em driblar os adversários, chegando a fintar três vezes o boquense José Borello em um Superclásico. Foi eleito o maior goleiro sul-americano do século XX pela IFFHS, a Federação Internacional de História e Estatísticas do Futebol.[carece de fontes?]
Mas a sua maior inovação foi introduzir em 1957 o uso regular das luvas em Argentina, notando o quanto elas facilitavam as defesas: "Se você está com pressa, soque a bola. Mas eu prefiro os goleiros que seguram, porque assim a jogada acaba", justificou. Outro acessório utilizado por ele que chegou a ser imitado foi um gorro de lã na cabeça.
Carrizo foi também o jogador que mais atuou pelo River Plate: 521 jogos em 23 anos dedicados ao clube. Conhecido em Colombia como "Tarzan" pelas suas acrobacias, seu estilo abriria caminho para futuros irreverentes na posição, como Hugo Gatti (que foi seu reserva), René Higuita, José Luis Chilavert e mais recem o alemão Manuel Neuer.

## River Plate
Também caracterizado pelo físico imponente de 1,90 m de altura, estreou no River aos 18 anos, em maio de 1945, mesmo ano de debute de outro célebre jogador dos millonarios, Alfredo Di Stéfano. Assim como este (que chegaria a ser emprestado ao Huracán), Carrizo demorou a firmar-se no clube, que já vinha de grande sina de vitórias da célebre equipe conhecida como La Máquina; foi campeão já no ano de estreia e também em 1947, mas só veio conquistar de vez seu lugar em 1949; Até o ano anterior, o dono da posição era Héctor Grisetti, que fora o titular no Campeonato Sul-Americano de Campeões em 1948. 
Di Stéfano, que iria embora pouco depois, lamentaria que não tivesse atuado mais com Carrizo, declarando que teria feito mais gols se tivessem jogado juntos na Europa, em referência a outra marca registrada do goleiro: os longos lançamentos que fazia ao ataque com as mãos. Como titular efetivo, Carrizo teria de esperar quatro anos para ganhar o campeonato argentino; muitos grandes jogadores argentinos da época foram embora a partir de 1948 para o exterior após não terem suas exigências de assistência médica para os familiares, um salário mínimo para a categoria e a extinção do passe, para serem livres para escolher onde gostariam de jogar, atendidas.

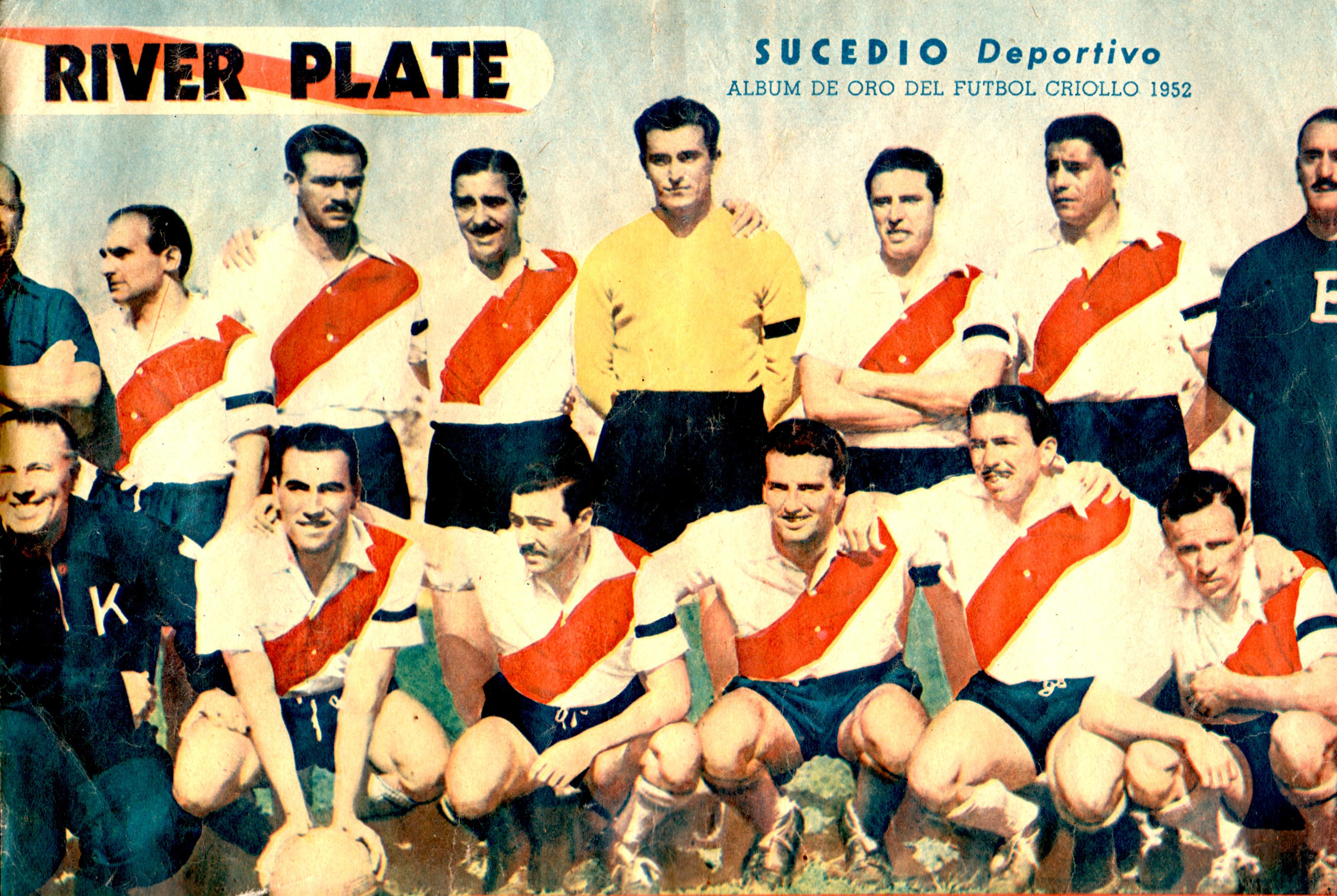
O River Plate campeão argentino de 1952, na primeira vez que Carrizo (de camisa amarela) ganhou o campeonato como titular.

Essa debandada atingiu o River em cheio: além de Di Stéfano, saíram Néstor Rossi, Adolfo Pedernera, e José Manuel Moreno. Carrizo ficou, assim como Félix Loustau e os veteranos Ángel Labruna, Norberto Yácono e Juan Carlos Muñoz. Juntamente com os três primeiros, venceu o campeonato argentino de 1952 (Muñoz saíra no ano anterior), sendo seu primeiro título como titular efetivo. O River desenvolveu novo grande time, com Norberto Menéndez, Eliseo Prado, Federico Vairo, Alfredo Pérez, Omar Sívori, Walter Gómez, Santiago Vernazza e Roberto Zárate, emendando logo outras conquistas na década de 1950: foi bi em 1953 e emendou um tricampeonato seguido entre 1955 e 1957.
Todavia, o título de 1957 marcaria também o início de um longo jejum de títulos em Núñez. O drama incluiria uma perda do campeonato para o arquirrival Boca Juniors em 1962, em que ambos, empatados na liderança, enfrentaram-se na última rodada, com polêmica vitória boquense; e a derrota na final da Taça Libertadores da América de 1966 para o Peñarol, perdendo a finalíssima por 2 x 4 após estar vencendo por 2–0. O jejum prosseguia para River e Carrizo, mesmo com o clube contando com alguns outros jogadores dos mais celebrados de sua história, como os irmãos Daniel e Ermindo Onega, José Ramos Delgado, Luis Artime, Jorge Solari, Delém, Vladislao Cap, Oscar Más, dentre outros.
Carrizo deixou o River em 1968 - a falta de troféus só se resolveria sete anos mais tarde. O goleiro jogou ainda 1969 até abril de 1970 no Millonarios, da Colômbia, inicialmente sob o comando do técnico brasileiro Otto Viera. Curiosamente, os Millonarios foaram a equipe que levara os ex-colegas Pedernera, Rossi e Di Stéfano embora.
Além disso, em 1969 reforçou dois clubes peruanos em dois jogos únicos em 1969: o Alianza Lima contra o Dínamo de Moscou de Lev Yashin e o Club Universitario de Deportes contra o SC Corinthians Paulista do Brasil.

## Seleção Argentina

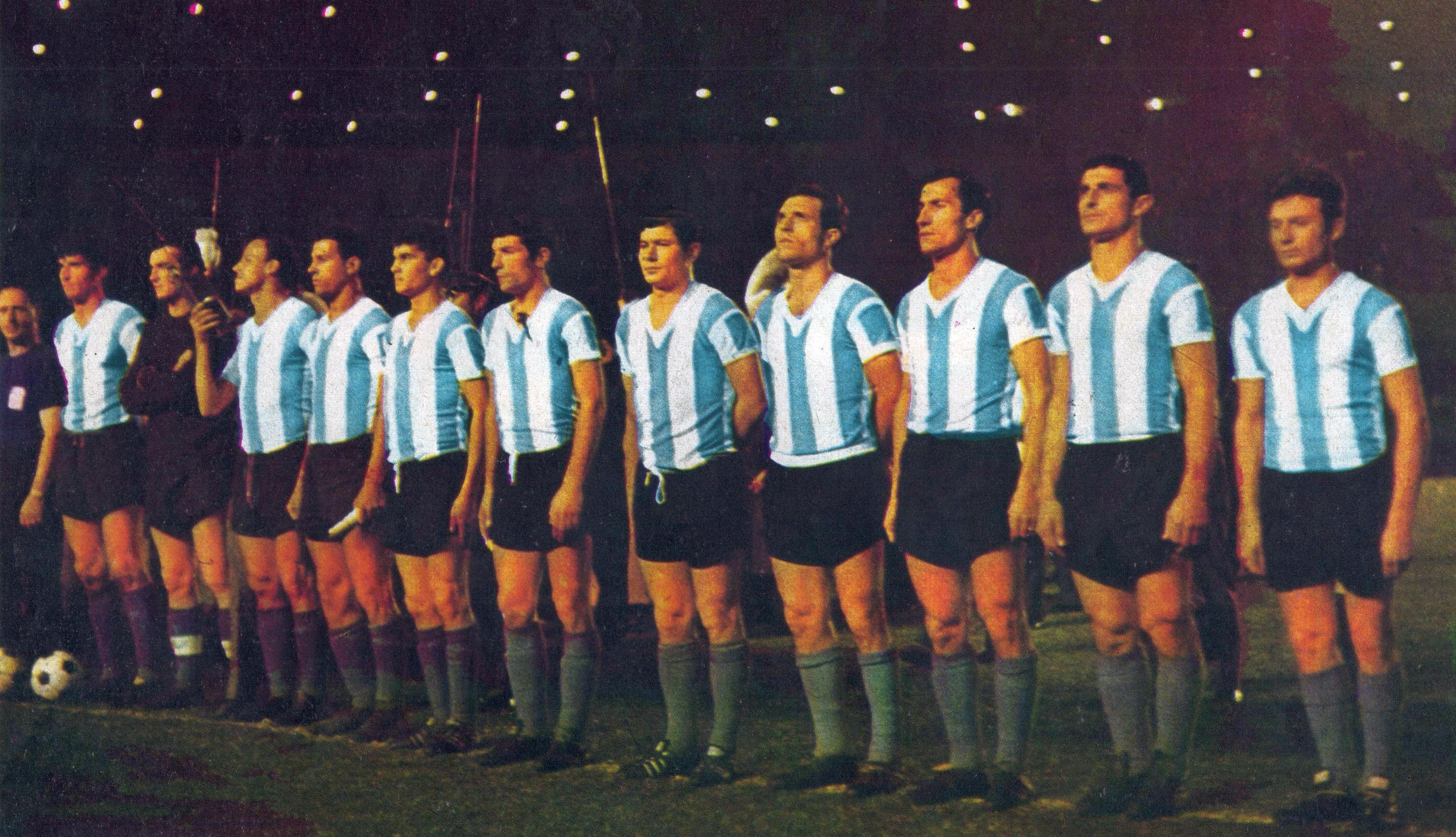
A Seleção Argentina durante a Copa das Nações, em 1964. Carrizo, o goleiro, é o segundo jogador da esquerda para a direita.

Carrizo fez seu primeiro jogo pela Argentina em 1954. O país não jogaria a Copa do Mundo daquele ano, tendo sequer participado das Eliminatórias; a razão fora um veto dado pelo próprio presidente Juan Domingo Perón, temeroso que o fato de os melhores atletas do país estarem atuando no estrangeiro fizesse com que uma Argentina enfraquecida desse vexame. Pela mesma razão, a Albiceleste também não participara da Copa do Mundo de 1950 
Ainda assim, e apesar dos títulos que vinha obtendo em série no River, Carrizo não vinha sendo aproveitado pelo técnico Guillermo Stábile nos Sul-Americanos da década. Stábile, todavia, o chamou para a Copa do Mundo de 1958. Após uma derrota na estreia para a Alemanha Ocidental e uma vitória de virada contra a Irlanda do Norte, a Albiceleste precisava de vitória contra a Tchecoslováquia para avançar de fase. Porém, após uma atuação desastrosa de toda a defesa, bem como de Labruna e Rossi, lentos na partida, os argentinos foram goleados por 1–6 pelos tchecoslovacos e deram adeus à Suécia.
O retumbante fracasso - por sinal, a maior goleada sofrida pela Argentina - marcaria Carrizo. A delegação foi recebida em Ezeiza com uma chuva de moedas e pedras lançadas pelos torcedores, em meio a divulgação de boatos (desmentidos) de falta de empenho nos treinamentos e badalações noturnas. Considerado o principal "acusado", Carrizo abalou-se e recusou inúmeras convocações nos dez anos seguintes, tendo jogado apenas 20 partidas por seu país.
Carrizo jogou pela última vez pela Argentina em 1964, participando ativamente da conquista da Copa das Nações, o primeiro grande título internacional dos argentinos. Contra o celebrado e anfitrião (e recém-bicampeão do mundo) Brasil de Pelé, os argentinos ganharam de 3 x 0 no Maracanã com Carrizo defendendo um pênalti cobrado por Gérson. A conquista viria após vitória sobre a Inglaterra, futura campeã do mundo.
Ainda assim, as numerosas negativas de Carrizo às suas convocações acabariam deixando-no de fora de outras Copas. Já havia ficado de fora da de 1962 e não iria também para a de 1966. Sua qualidade, ainda assim, ficou demonstrada pelo fato de que para ambas, foram convocados seus reservas no River: Rogelio Domínguez (1962) e Hugo Gatti (1966).

## Treinador
Após encerrou a sua carreira como jogador em 1970 aos 44 anos treinou em 1972 Deportivo Armenio time da Provincia de Buenos Aires, onde alcançou promoção na liga Primera C. No ano seguindo voltou na Colombia para treinar Cristal Caldas, atual Once Caldas.

## Morte
Amadeo Carrizo faleceu em 20 de março de 2020, aos 93 anos.

## Títulos
River Plate
- Campeonatos Argentinos de 1945, 1947, 1952, 1953, 1955, 1956 e 1957
- Copa Aldao: 1945, 1947
- Copa Ibarguren: 1952

 Seleção Argentina
- Copa das Nações (1964)